# La Zimbabwe
La Zimbabwe es una banda argentina de reggae formada en 1987 bajo el nombre de La Zimbabwe Reggae Band.
Sus dos primeros trabajos discográficos fueron La Zimbabwe (1988), que incluía el hit «Natty Dread» y Caminando en el fuego (1989). Esta primera formación se desmembró en 1990. La segunda formación coincide con su etapa más popular y va desde 1993 hasta 1999. En esta segunda etapa graban y editan tres álbumes de estudio: Cuestión de honor (1994), Seguir en la ruta (maxisencillo, 1996) y ADN (1996). En el año 1999, dicho ensamble decide disolverse.
En 2012, tras cinco años de tocar en vivo por toda la Argentina, primero como María Mulata y luego bajo la denominación de Chelo Zimbabwe & The Groove Gactory, regresan nuevamente a la gran escena del reggae argentino bajo el nombre de La Zimbabwe, con una nueva formación y un nuevo disco.

## Historia

### Primeros años
En agosto de 1987 y gracias a una serie de fiestas underground de homenaje a Bob Marley que se realizaron en el Teatro Parakultural (Barrio de San Telmo, Buenos Aires), se forma la agrupación La Zimbabwe Reggae Band. La banda estaba integrada en ese momento por Darío Úngaro, Beno Guelbert, Sebastián Schachtel, Eduardo Cano, Afo Verde, y Marcelo "Chelo" Delgado.
Los dos primeros álbumes de estudio de la banda La Zimbabwe, el mánager de la banda en 1988 Poppy Manzanedo logra el primer contrato discográfico con la compañía RCA en 1988 y Caminando en el fuego, grabado por BMG Ariola en 1989; tuvieron gran repercusión. La canción «Natty Dread», los ubicó en los rankings nacionales. El 17 de marzo del 1989, fueron elegidos para ser la banda soporte de la agrupación inglesa UB40 y presentaron en el Estadio de Vélez Sarsfield, frente a unas 35 000 personas. La banda tocó sus temas más destacados de su momento: «Natty Dread», «I Say Yeah», «No debo dejar de andar», «Si yo fuera jamaiquino», «Rasta Revolution", etc. A mediados del año 1990, aquella primera formación se separa.

### Segunda etapa (1993-1999)
A fines de 1993, la Zimbabwe se vuelven a conformar y vuelven a la escena con otra formación: Marcelo "Chelo" Delgado y Dário Ungaro, esta vez junto a Pablo Etcheverry, Alberto "Mono" Morello, Hernán "Krasno" Krasnopolsky, Armando "Manga" Ávila y Marco Ungaro.
En esta etapa editaron tres trabajos discográficos: Cuestión de Honor grabado por Black Hole en 1994. Esta placa ganó un Premio ACE en la categoría Mejor Álbum pop en 1995. El cuarto trabajo, se tituló Seguir en la Ruta, un maxisencillo grabado por Black Hole en 1996 y ADN grabado por Black Hole en 1996, todos trabajos producidos artísticamente por el exguitarrista de la banda G.I.T., Pablo Guyot. Entre los temas más destacados de estos álbumes podemos nombrar a: «Traición a la mexicana», «Loco de atar», «Verano del 57», «Sangre caliente», «Paseo nocturno», «Lejos», «Seguir en la ruta», «La culpa», «Algo que te dije ayer», «Chalalaire», etc.
Esta formación se disuelve en enero de 1999. Posteriormente, en 2006, se editó el compilado Positiva vibración que contiene una selección de temas incluidos en los tres discos antes mencionados.

### Proyectos paralelos
Durante el año 2000, el vocalista Marcelo "Chelo" Delgado, haría su primera aparición como solista con el tema «El cruce» en el soundtrack del film Condor Crux, grabado por Sony BMG en ese mismo año. Esta película fue producida por Patagonik Film Group, primer film argentino de animación en 3D. En abril de 2001 lanzó su primer disco solista, llamado Noches Alegres (BMG), grabado y mezclado en Los Ángeles, California (Estados Unidos) y coproducido junto al Mono Morello. Allí se destacan temas como: «Ay, ay Porqué?», «El último beso», «Llegaste a mí» y «Esclavo». En el año 2003, Delgado viaja a México donde se establece durante dos años.

### María Mulata
En 2005, Delgado regresa a la Argentina y decide convocar a un grupo de músicos amigos, donde graba y edita el álbum Cuestión de amor grabado por GLD en 2006; bajo la denominación de banda de María Mulata. Este disco fue coproducido por Tito Losavio (guitarrista de Man Ray) y el propio Delgado.
Las canciones más destacadas de este trabajo son: «Pecado mortal», «Mejor para los dos», «Mística mujer», «Amores ajenos», «Canción desesperada» y «Tan lejos de mí», tema donde cuenta con invitados como Guillermo Bonetto de Los Cafres y Dread Mar-I.
Entre 2008 y 2011, la banda que para ese entonces se llamaba Chelo Zimbabwe & The Groove Factory; se fue afianzando con la siguiente formación: Marcelo "Chelo" Delgado  (guitarra y voz), Juan Pedro Oholeguy (teclados), Gonzalo Vítola (guitarra lead), Gustavo Estévez (bajo) y  "Araña" Arricau (batería), quien fue reemplazado a mediados de 2010 por Damián Asunto (actual baterista de la banda).
Ampliando su repertorio, con nuevos temas y reversionando los ya clásicos de La Zimbabwe, realizaron infinidad de presentaciones por todo el país y la República del Paraguay.  Durante 2011, Chelo junto a su banda fueron convocados a participar en el disco Tributo a Bob Marley, Vol. II, editado por Subterrania discos/Sony Music. Los temas elegidos fueron  «Positive Vibration» y «No more trouble».

### Retorno a los escenarios y actualidad
Las buenas críticas obtenidas gracias a esta participación hicieron que la banda fuera invitada para telonear a los legendarios The Wailers y a Gondwana, con quienes Chelo ya había participado como invitado para la grabación de su DVD, en el tema «Fuego» junto a Juanchi Baleiron (guitarrista y cantante de Los Pericos) en el Teatro de Colegiales.
Además de las giras y los shows, entre 2010 y 2011, Chelo delgado y su banda, también se dedicaron de lleno a la producción de nuevas canciones, reflejadas en un álbum denominado Cuestión de tiempo que fue editado a fines de 2012, con invitados de talla internacional, y una sólida base roots y dub que marcan el nuevo camino de esta banda pionera del reggae en español.
Por esto es que a partir de enero de 2012, La Zimbabwe retornó para salir nuevamente a los escenarios.

## Integrantes

### Primera formación
- Marcelo "Chelo" Delgado (voz y guitarra rítmica)
- Darío Ungaro (batería)
- Beno Guelbert (percusión y teclados)
- Eduardo Cano (bajo)
- Sebastián Schachtel (teclados)
- Afo Verde (guitarra lead)

### Segunda formación
- Marcelo "Chelo" Delgado (guitarra y voz)
- Darío Ungaro (batería)
- Hernán Krasnopolski (bajo)
- Pablo Etcheverry (teclados)
- Armando Ávila (teclados)
- Alberto "Mono" Morello (guitarra lead)
- Marco Ungaro (percusión)

### Tercera formación
- Marcelo "Chelo" Delgado (guitarra y voz)
- Damián Asunto (batería)
- Gustavo Estévez (bajo)
- Juan Pedro Oholeguy (teclados)
- Gonzalo Vítola (guitarra lead)
- Guillermo Zárate (percusión)
- Hernán Sforzini (percusión)

## Discografía
- La Zimbabwe (1988)
- Caminando en el fuego (1989)
- Cuestión de honor (1994)
- Seguir en la ruta (Maxi Single, 1996)
- ADN (1996)
- Positiva vibración (Compilado Grandes Éxitos, 2006)
- Cuestión de tiempo (2012)
- Cultivemos la paz (2017)